# Breisgauer Landstände

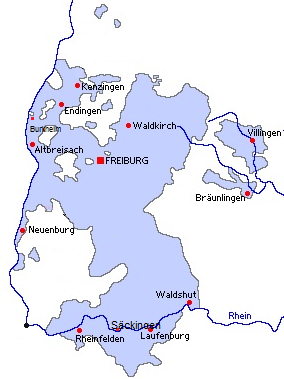
Vorderösterreichischer Breisgau mit den 13 landständischen Städten

Die Breisgauer Landstände oder Vorderösterreichische Landstände waren eine Korporation der drei Stände, die über gewisse Mitspracherechte bzgl. der Regierung des vorderösterreichischen Breisgaus verfügten. Formal existierten die Landstände bis zur Eingliederung des Gebietes in das Großherzogtum Baden.

## Die Stände
Als Keimzellen der Stände werden die Adelsgesellschaften und Städtebünde des 14. und 15. Jahrhunderts gesehen. Die Habsburger begünstigten solche Verbindungen und nutzten sie in ihren Konflikten mit der Eidgenossenschaft.
Die Kriege mit der Eidgenossenschaft und ausschweifender Lebenswandel belasteten die finanziellen Ressourcen der Habsburger so stark, dass Erzherzog Siegmund 1469 u. a. Teile des Breisgaus an den Herzog von Burgund, Karl den Kühnen verpfändete. Dieser setzte Peter von Hagenbach als Landvogt über die verpfändeten Lande ein. Durch seine despotische Amtsweise provozierte er 1473 einen Aufstand der oberrheinischen Städte, die ihn gefangen setzten und vor Gericht stellten. Siegmund löste das Pfand ein und respektierte künftig ein Mitspracherecht der drei Stände. Einen Gründungsakt gibt es nicht, sondern es wurde auf die althergebrachten Rechte Bezug genommen, die nun durch das aktive Eingreifen in die aktuelle Politik noch ein größeres Gewicht erhielten.
Die Landstände im Breisgau entwickelten sich also Mitte des 15. Jahrhunderts, wobei die erste gemeinsame Sitzung der drei Stände auf den 3. Oktober 1468 datiert wird. Im Breisgau waren die klassischen drei Stände in den Landständen vertreten (Dreikurientypus).
Die Geistlichkeit wurde vor allem durch die Prälaten der landständischen Klöster repräsentiert. Der Adel legte Wert auf die gesellschaftliche Gleichstellung mit den freien Reichsritterschaften. Die Vertreter der Städte und Kameralherrschaften vertraten die Bürgerschaft und die Bauern.
Ein Landleutzettel aus dem Jahr 1468 führt aus dem Breisgau 68 landsässige Adelige, 28 Prälaten und 13 Städte und Kameralherrschaften auf. Bis 1648 waren auch die vorderösterreichischen Gebiete im Elsass mit einbezogen.

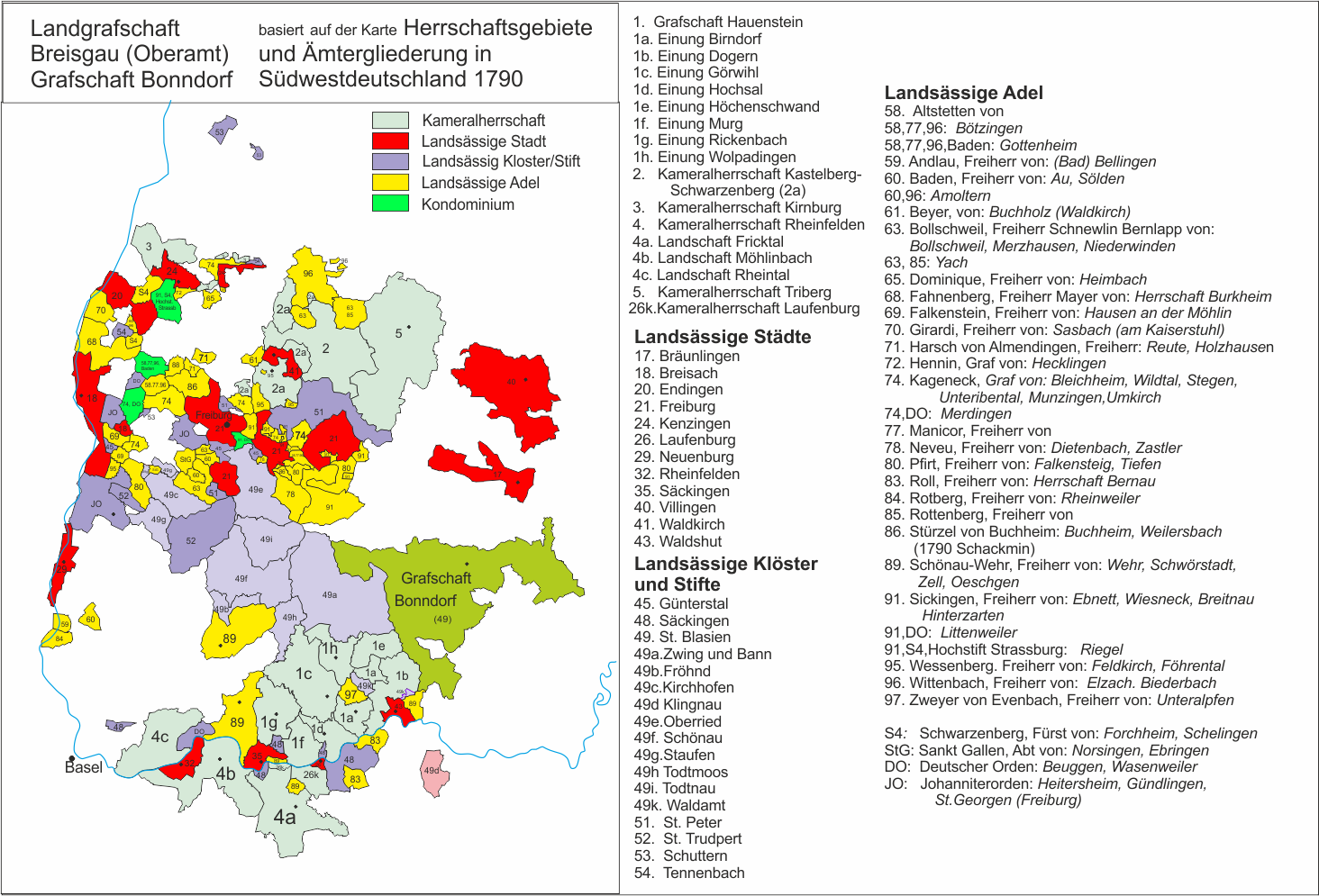
Landgrafschaft Breisgau und Grafschaft Bonndorf

### Die Prälatenbank
Die Prälaten galten als der vornehmste Stand und hatten unter sich auch zwei Reichsfürsten, den Abt von St. Blasien wegen der Reichsherrschaft Bonndorf und den Großprior der Johanniter, denen die Herrschaft Heitersheim gehörte. Gleichwohl konnten die Prälaten nicht das Präsidium der gesamten Stände an sich bringen, das beim Adel verblieb. Nach 1648 zählte der Prälatenstand 15 Stände und im 18. Jahrhundert kam noch St. Märgen hinzu. Das Präsidium der Prälatenbank hatte zeitweise der Großprior der Johanniter dessen Herrschaft Heitersheim die Habsburger als Landstand betrachteten. Aufgrund der Konflikte über diese Rechtsstellung ging das Präsidium auf den Abt von St. Blasien über.
Einen Sonderfall stellt die Universität Freiburg dar, die 1773 den Antrag auf Aufnahme in die Landstände stellte. Erst durch die Verfügung von Kaiser Leopold II. von 1791 in der alle österreichischen Hochschulen zu Landständen ihrer Heimatprovinzen gemacht wurden, wurde der Weg frei. Die Breisgauer Prälaten zogen die Aufnahme der Universität dann noch bis zum 7. Juli 1793 hinaus.
1. Kloster St. Blasien (Benediktiner) – Direktorium seit 1649, endgültig ab 1666
2. Großprior der Johanniter (Johanniter) – Direktorium bis 1648
3. Damenstift Säckingen (freiweltlich)
4. Kloster St. Margarethen, Waldkirch (Benediktiner)
5. St. Trudpert (Benediktiner)
6. Kloster St. Peter auf dem Schwarzwald (Benediktiner)
7. Kloster Sankt Georgen im Schwarzwald (Benediktiner)
8. Kloster Tennenbach (Zisterzienser)
9. Zisterzienserinnenabtei Günterstal (Zisterzienser)
10. St. Ulrich im Schwarzwald (Benediktiner)
11. Chorherrenstift Rheinfelden
12. Deutschordens-Kommende Beuggen
13. Deutschordenskommende Freiburg[5]
14. Stift Olsberg (Zisterzienser)
15. Kloster Wonnental (Zisterzienser)
16. Kloster St. Märgen (Augustiner-Chorherren)
17. Universität Freiburg (seit 1793)

### Der Adel

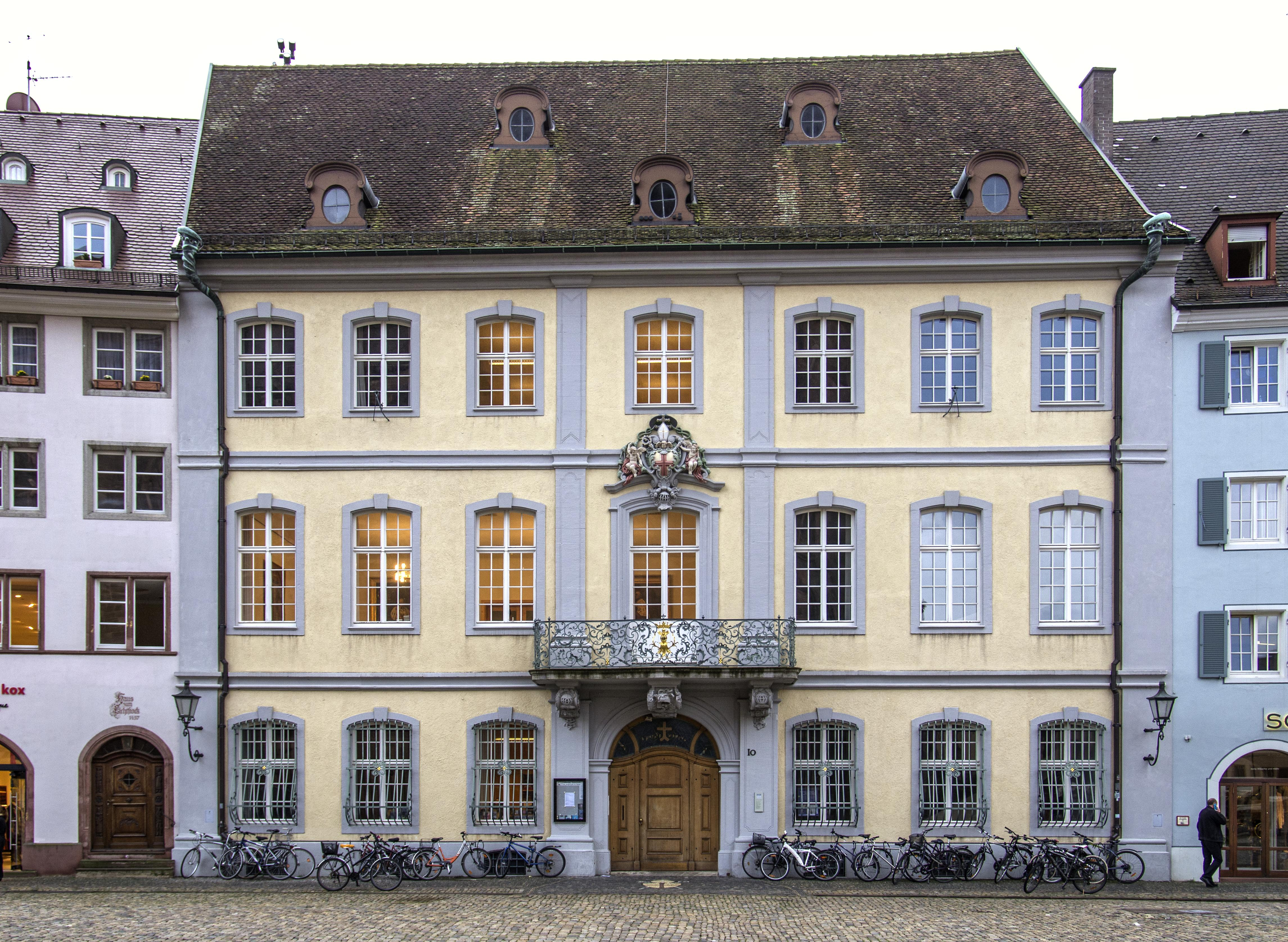
Das Haus zum Ritter, heute Domsingschule gegenüber dem Freiburger Münster

Die Führung des Adelsstandes – auch Ritterschaft genannt – lag im Breisgau bei etwa 25 Familien.
Eine Trennung in einen Herren- und einen Ritterstand gab es im Breisgau nicht. Die Ritterschaft wählte einen Präsidenten auf Lebenszeit. Auch Klöster konnten Mitglied der Ritterschaft werden, so 1621 die Fürstabtei St. Gallen mit dem Rückkauf von Ebringen und 1646 St. Blasien wegen Gurtweil. Nachfolgend sind einige Geschlechter der Ritterschaft in alphabetischer Reihenfolge aufgeführt. Der Präsident der Ritterschaft wurde durch die immatrikulierten Mitglieder gewählt.
1. Freiherren von Andlau
2. Freiherren von Baden
3. Herren von Falkenstein
4. Freiherren Girardi von Castellen
5. Grafen von Hennin
6. Freiherren von Kageneck
7. Freiherren von Manikor
8. Herren von Pfirt
9. Ringg von Baldenstein
10. Freiherren von Roggenbach
11. Rotberg
12. Schnewlin von Bollschweil
13. Schönau (Adelsgeschlecht)
14. Freiherren von Schwarzenberg
15. Herren von Staufen
16. Wessenberg (Adelsgeschlecht)

1756 errichtete Johann Jacob Fechter für die Breisgauer Ritterschaft das Haus zum Ritter. Ab 1766 tagten hier dann die Landstände insgesamt.

### Städte und Kameralherrschaften
1648 waren 13 Städte und 6 Herrschaften landständisch. Die Geschäfte des Dritten Standes wurden von der Stadt Freiburg geführt und der Bürgermeister von Freiburg war jeweils Präsident des dritten Standes.

#### Städte
1. Freiburg im Breisgau
2. Neuenburg am Rhein
3. Breisach am Rhein
4. Kenzingen
5. Endingen am Kaiserstuhl
6. Burkheim am Kaiserstuhl
7. Waldkirch
8. Villingen
9. Bräunlingen

und die vier Waldstädte
1. Rheinfelden
2. Säckingen
3. Laufenburg
4. Waldshut

#### Kameralherrschaften
Kameralherrschaften waren jene Herrschaften, die nicht vom Adel oder den Prälaten, sondern direkt von der Hofkammer verwaltet wurden.
1. Rheinfelden ohne die Stadt Rheinfelden
2. Kastelberg[12]
3. Kürnberg[13]
4. Triberg
5. Laufenburg ohne die Stadt Laufenburg
6. Grafschaft Hauenstein

## Organisation der Landstände

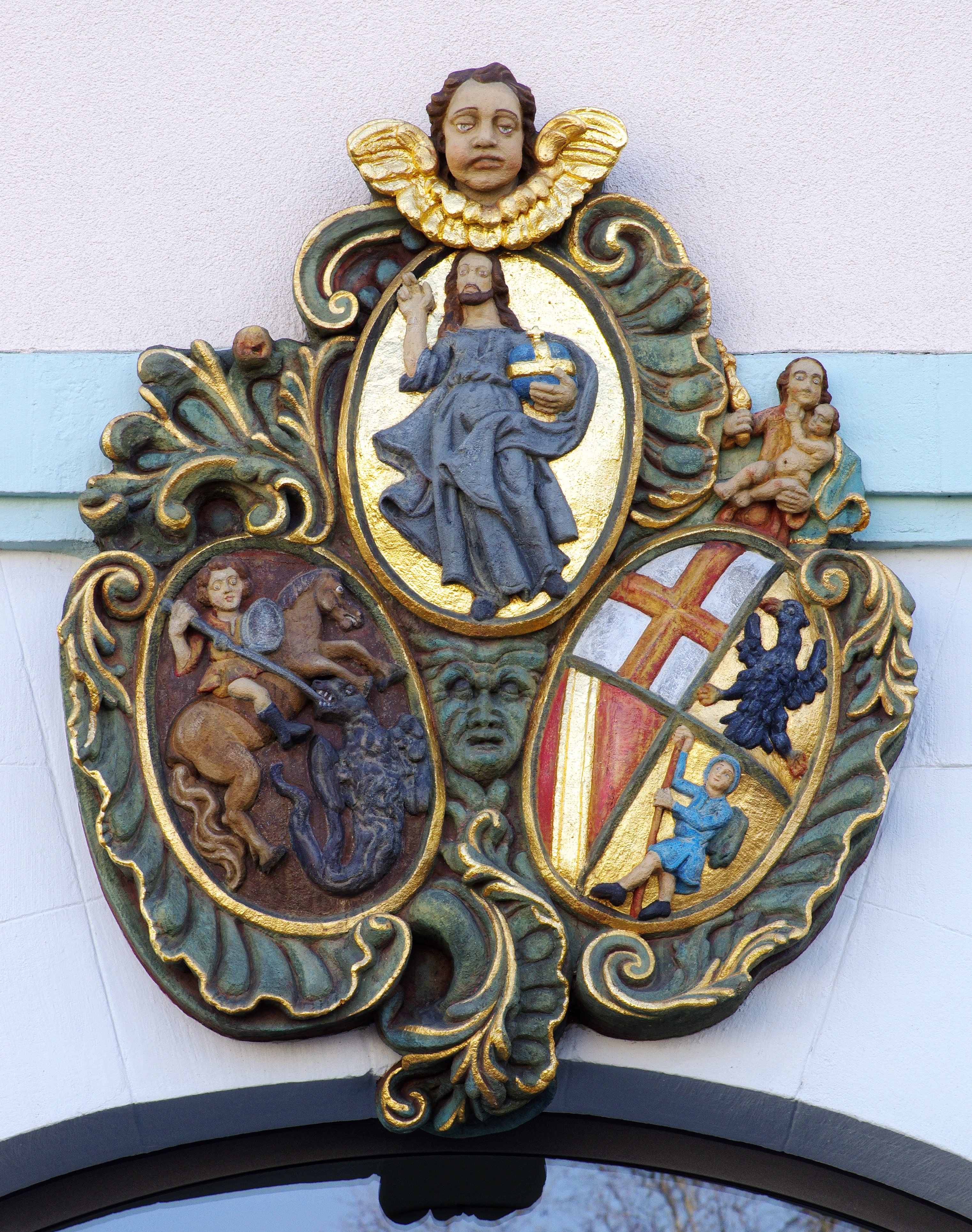
Wappenkartusche über dem Eingang der ehemaligen Karlskaserne in Freiburg im Breisgau die drei Stände symbolisierend

Die ältere landständische Verfassung wurde durch eine landesherrliche Entschließung vom 4. Juli 1764 modifiziert, wobei die drei Stände in einem Konseß zusammengefasst wurden. Die landständische Vertretung, der Konseß setzte sich aus dem Präsidenten und je zwei gewählten Vertretern der drei Stände zusammen. Alle drei Jahre wurde einer der Vertreter eines Standes durch einen neu gewählten ersetzt. Die Verwaltung des Konseß verfügte über einen gemeinständischen Syndikus, Einnehmer und Buchhalter. Jeder der drei Stände hatte gleichwohl noch einen eigenen Präsidenten und einen Syndikus.
Letzter Präsident der breisgauischen Landstände war Franz Anton Freiherr von Baden, letzter Syndikus Ignaz Engelberger. Nach dem Übergang des Breisgaus an Baden verfasste Engelberger die „Vorstellung des breisgauischen Ritterstandes an den Kurfürsten von Baden vom 11ten Juni 1806.“